# Yakuza Kenzan!
Yakuza Kenzan! (龍が如く 見参!, Ryū ga Gotoku Kenzan!) est un jeu vidéo d'action-aventure développé par Amusement Vision et édité par Sega, sorti en 2008 sur la console PlayStation 3.
Le jeu fait partie de la série Yakuza mais à la différence des deux premiers opus, l'histoire ne se déroule pas à l'époque contemporaine, mais à l'époque Edo, en 1605. Il propose quatre styles de combats différents.

## Synopsis
Après avoir été battu par le clan Tokugawa durant la bataille de Sekigahara qui a eu lieu le 20 octobre 1600, Miyamoto Musashi met de côté sa vie d'épéiste pour devenir un modeste garde du corps à Gion, un district de Kyoto. Cinq ans après la bataille, une petite fille nommée Haruka arrive à Gion à la recherche d'un tueur à gages local connu sous le nom Kazumanosuke Kiryu, qui est en fait la nouvelle identité de Miyamoto. Après avoir finalement trouvé Kiryu, Haruka lui demande d'assassiner un imposteur se faisant passer pour Miyamoto Musashi. Dans un premier temps, Kiryu refuse avant de finalement changer d'avis lorsqu'il voit que la jeune fille est prête à devenir une oiran dans un bordel afin de payer la mission d'assassinat.

## Commercialisation
Le jeu est édité au Japon le 6 mars 2008 et réédité le 11 décembre 2008 dans la gamme budget « PlayStation 3 The Best » (2940 yens). Le jeu est numéro 1 des ventes dans la semaine de lancement, s'écoulant à 181 000 exemplaires (bundle console inclus). Le jeu devient en date le plus gros hit de la compagnie sur PS3 au Japon et l'un des titres le plus rapidement vendu sur le format. Les ventes s'élèvent à 282 800 exemplaires au 31 mars 2008. Le total des ventes est estimé à 300 000 exemplaires.

## À noter
Deux démos jouables et une bande-annonce ont été diffusées le 7 janvier 2008 sur le PlayStation Store japonais.